# 下村定
下村 定（しもむら さだむ、1887年（明治20年）9月23日 - 1968年（昭和43年）3月25日）は、日本の陸軍軍人、政治家。最終階級は陸軍大将。位階勲等功級は正三位勲一等功三級。
陸軍大臣（第56・57代）、教育総監（第27代）、参議院議員（1期）などを歴任した。

## 経歴
本籍地は高知県。旧土佐藩士で、陸軍中佐・金沢聯隊区司令官の下村定辞の長男として石川県金沢市に生まれる。
金沢第一中学校、名古屋陸軍幼年学校を経て、1908年（明治41年）12月、陸軍士官学校第20期を皇族を除いた6番/273名の成績で卒業する。砲兵科では、橋本群（陸軍省軍務局軍事課長、参謀本部第1部長を歴任、のち中将）に次いで2番の成績であった。
同期には、皇族の朝香宮鳩彦王、東久邇宮稔彦王、北白川宮成久王、のちに大将になる牛島満（歩）、吉本貞一（歩）、木村兵太郎（砲）、太平洋戦争時に軍司令官を務める酒井隆（歩）、飯田祥二郎（歩）などがいる。
1916年（大正5年）に陸軍大学校第28期を首席で卒業。第一次世界大戦のころ、軍事研究のためフランス陸軍大学校へ留学。以後、参謀本部や教育総監部の系統を歩む。 
日中戦争の初期においては、参謀本部第1部長・石原莞爾少将（第21期）の後任として、参謀本部第4部長から就任する。このとき上海付近で危機的状況にあった部隊の救出にあたって、周囲の反対を押し切り杭州湾上陸作戦を立案し成功させた。
太平洋戦争開戦時には陸軍大学校長の職にあった。その後、第13軍司令官、西部軍司令官を経て、北支那方面軍司令官に就任し、そのまま終戦を迎える。終戦を受けて下村は鎌田銓一第2野戦鉄道司令官（中将）の自決を思い留まらせ、「君は直ちに日本へ戻り、進駐軍先遣隊を接遇せよ」と下命し、鎌田に終戦処理のための任務を与えたという。
陸士同期・東久邇宮稔彦王が首相に就任したことを受け、東久邇宮内閣で陸軍大臣に就任する。但し下村は北支那方面軍司令官として満州に駐在していてすぐに帰朝出来なかった為、下村が帰朝するまでの間は東久邇宮首相が陸軍大臣を兼摂した。続く幣原喜重郎内閣でも留任し、日本陸軍（帝国陸軍）で最後の陸軍大臣となった。
公職追放を経て、追放中の1948年（昭和23年）10月、兵器処理問題に関し、衆議院不当財産取引調査特別委員会に証人喚問された。1949年（昭和24年）5月11日、皇居で昭和天皇に拝謁する。追放解除後の1955年（昭和30年）に防衛庁顧問に就任 し、1959年（昭和34年）の第5回参議院議員通常選挙に全国区から自由民主党公認で出馬、当選し参議院議員を1期務めた。その後、第7回参議院議員通常選挙全国区にも出馬したが落選した。

## 親族
妻の芳子の父は、旧土佐藩士で陸軍少佐の浜口忠之。娘は俳優座で女優、演出家を務めた河内節子（下村節子）。映画ライターの下村健、俳優の河内浩は孫（節子の息子）。

## 年譜
- 1908年（明治41年）
  - 5月 陸軍士官学校卒業。
  - 12月 砲兵少尉。野砲兵第14聯隊附。
- 1911年（明治44年）12月 砲兵中尉。

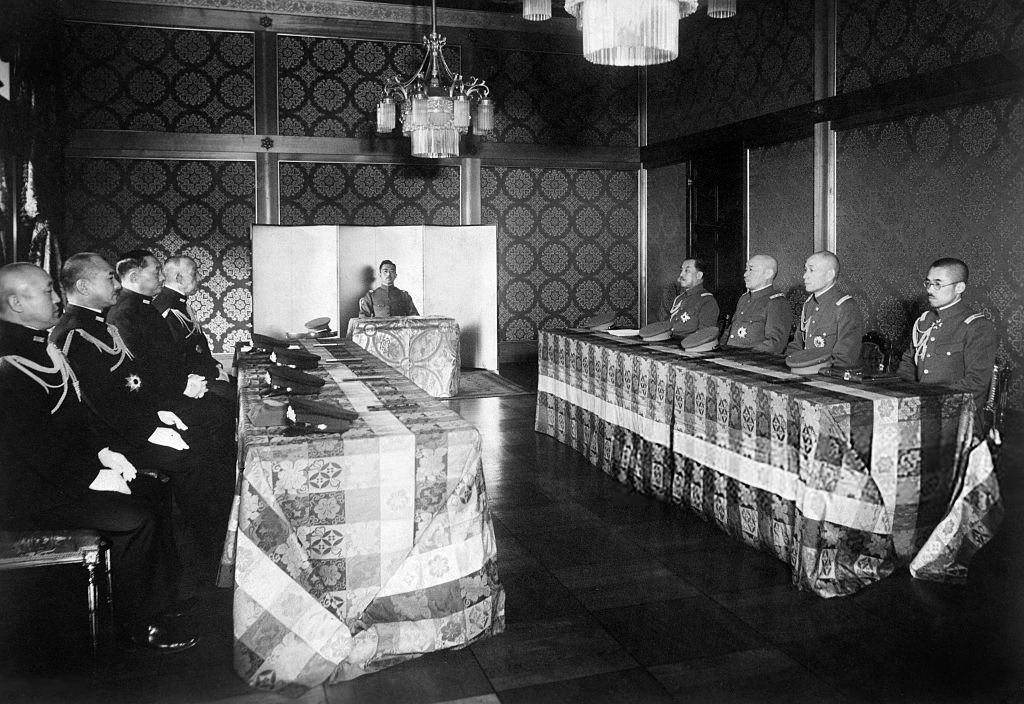
第1回御前会議（1938年（昭和13年）1月11日）の様子。写真右から1人目が参謀本部作戦部長下村定少将。

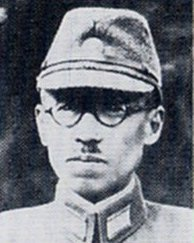
昭和18年制式の軍服を着用した下村

- 1916年（大正5年）11月 陸軍大学校卒業。
- 1917年（大正6年）10月 参謀本部附。
- 1918年（大正7年）7月 砲兵大尉。参謀本部々員。
- 1919年（大正8年）3月 フランス駐在武官。
- 1921年（大正11年）9月 参謀本部々員（作戦課参謀）。
- 1922年（大正12年）8月 砲兵少佐。
- 1924年（大正14年）8月 野砲兵第7聯隊大隊長。
- 1925年（大正15年）8月 陸軍大学校教官。
- 1927年（昭和2年）6月 ジュネーブ海軍軍縮会議委員。
- 1928年（昭和3年）
  - 1月 参謀本部附仰付（フランス・ドイツ派遣）
  - 3月 砲兵中佐。
- 1930年（昭和5年）8月 参謀本部々員。
- 1931年（昭和6年）
  - 4月 兵本附（国連軍縮準備委員会幹事）。
  - 8月 砲兵大佐。
  - 12月 ジュネーブ軍縮会議全権随員。
- 1933年（昭和8年）12月 野戦重砲兵第1聯隊長
- 1935年（昭和10年）
  - 3月 関東軍高級参謀・第1課長。
  - 12月 陸軍大学校研究部主事。
- 1936年（昭和11年）
  - 3月 少将。
  - 8月 参謀本部第4部長。
- 1937年（昭和12年）9月 参謀本部第1部長。
- 1938年（昭和13年）
  - 1月 参謀本部附。
  - 9月 東京湾要塞司令官。
- 1939年（昭和14年）3月 中将。
- 1940年（昭和15年）8月 陸軍砲工学校長。
- 1941年（昭和16年）9月 陸軍大学校長。
- 1942年（昭和17年）10月 第13軍司令官。
- 1944年（昭和19年）
  - 3月 西部軍司令官。
  - 11月 北支那方面軍司令官。
- 1945年（昭和20年）
  - 5月 大将。
  - 8月15日 終戦。
  - 8月23日 陸軍大臣兼教育総監。
- 1955年（昭和30年）9月24日 防衛庁顧問。
- 1959年（昭和34年）6月 参議院議員。
- 1968年（昭和43年）3月24日 東京都文京区春日町の道路を横断中、観光バスと接触する交通事故に遭い[9]翌日死亡。

## 栄典
位階
- 1909年（明治42年）3月1日 - 正八位[10]
- 1912年（明治45年）3月1日 - 従七位[11]
- 1917年（大正6年）3月20日 - 正七位[12]
- 1922年（大正11年）4月20日 - 従六位[13]
- 1927年（昭和2年）5月16日 - 正六位[14]
- 1931年（昭和6年）9月15日 - 従五位[15]
- 1942年（昭和17年）11月16日 - 正四位
- 1945年（昭和20年）6月1日 - 従三位
- 1968年（昭和43年）3月25日 - 正三位

勲章
- 1927年（昭和2年）11月29日 - 勲四等瑞宝章[16]
- 1940年（昭和15年）
  - 4月29日 - 功三級金鵄勲章
  - 5月17日 - 勲二等瑞宝章[17]
- 1944年（昭和19年）11月15日 - 勲一等瑞宝章[18]
- 1968年（昭和43年）3月25日 - 旭日大綬章

外国勲章委佩用允許
- 1929年（昭和4年）9月28日 - ルーマニア王国：クーロンヌ勲章コマンドール[19]
- 1941年（昭和16年）12月9日 - 満州帝国：建国神廟創建記念章[20]

## 帝国議会答弁
1945年11月28日の帝国議会衆議院本会議において、斎藤隆夫議員より軍国主義が発達した理由について見解を問われた際、陸軍大臣として以下のように答弁した。
これは、下村自身で考えた草案で、終戦直後、軍部とくに陸軍を指弾する空気が強かった時期だけに、本人もかなりの反発を覚悟して壇上に上がったが、果たして議会の反応は彼のメモによれば「この答弁中には案外罵声もなく野次もなく、中頃から終りにかけては満場から度々拍手が起こり、中にはハンカチを取り出して涙を拭う議員を見受けられた。」という好意的なもので、「日本国民の底には深い理解と同情のあることを察してしみじみとありがたく、感涙を押さえて演壇を下った。」と記している。なお、直後に同席していた米内光政海軍大臣にも答弁が求められたが、米内は斎藤の質問には海軍大臣に答弁を求めることが議事録にないことを理由に拒否し場内の憤激を買った。

## 評伝
- 篠原昌人『非凡なる凡人将軍下村定　最後の陸軍大臣の葛藤』芙蓉書房出版、2019年